# بالديو
بالديو مسلسل أنمي ياباني من إنتاج إستديو برودكشن ريد واستديو كوكوساي إيغاشا تم عرضه لأول مره في 30 يونيو 1980 واستمر حتى 25 يناير 1981. تمت دبلجة المسلسل للغة العربية بواسطة مركز الزهرة وعرض على قناة سبيس تون.

## الممثلون
- زياد الرفاعي
- يحيى الكفري
- عادل أبو حسون
- محمد خرماشو
- أنجي اليوسف
- فدوى سليمان
- مجد ظاظا
- رأفت بازو
- سامر رضوان
- منصور السلطي

## روابط خارجية
- بالديو على موقع IMDb (الإنجليزية)
- بالديو على موقع قاعدة بيانات الفيلم (الإنجليزية)
- بالديو على موقع ANN anime (الإنجليزية)
- An extensive review of and comment on the series